# Daniel Bradet
Pour les articles homonymes, voir Bradet.
À ne pas confondre avec le scénariste français de bande dessinée Daniel Bardet (1943-2022).
Daniel Bradet, né le 31 mai 1946 à Saint-Urbain et mort le 16 novembre 2010 à Baie-Saint-Paul, est un professeur et homme politique québécois charlevoisien, maire de Saint-Urbain de 1981 à 1985. Il est par la suite député de Charlevoix à l'Assemblée nationale du Québec sous la bannière du Parti libéral du Québec des élections générales de 1985 aux élections générales de 1994, dans lesquelles il est battu par le péquiste Rosaire Bertrand.

## Biographie

### Jeunesse et carrière en éducation
Daniel Bradet naît le 31 mai 1946 à Saint-Urbain. Il est le fils d'Ovila Bradet, entrepreneur, et de Clara Saulnier. Son père a lui-même été maire de Saint-Urbain. De 1959 à 1964, il étudie à l'Externat classique de Baie-Saint-Paul, puis de 1964 à 1968 au Séminaire de Québec, avant de terminer à l'École normale Laval en 1969. À la complétion de ses études, il obtient un baccalauréat ès arts et un baccalauréat en pédagogie.
Il devient enseignant à la Commission scolaire de Saint-Urbain et y enseigne de 1969 à 1973, avant de poursuivre à la Commission scolaire de Charlevoix de 1974 à 1985. De 1970 à 1985, il professeur d'enseignement du maniement d'armes à feu, et est aussi président de la section locale des artisans Coop-Vie de 1970 à 1972. Le 4 juillet 1970, le jeune enseignant épouse Monique Boivin, elle-aussi enseignante,. Le couple aura un fils, Sébastien. De 1971 à 1975, il préside la corporation des loisirs municipaux de son village. En 1979, il fonde l'Association de conservation de la vallée du Gouffre, après avoir pensé au projet de revitaliser la rivière du Gouffre en 1978, alors qu'il était biologiste au ministère du Tourisme, de la Chasse et de la Pêche,. Après avoir réuni un groupe de passionnés, l'association est fondée et il en devient son président jusqu'en 1985,. Le projet inclut de nombreuses mesures pour créer des emplois dans le milieu de la pêche et de l'agriculture dans la vallée, ainsi que l'implémentation d'infrastructures permettant l'accessibilité à la rivière. Il est chroniqueur de chasse et pêche au journal Plein jour sur Charlevoix de 1980 à 1983. Fervent amateur de pêche, il crée aussi sa propre mouche appelée La Gouffre, qui lui accorde un certain succès dans ses prises,. En 1981 et 1982, il est directeur régional pour la Fédération québécoise de la faune.

### Carrière politique
En septembre 1982, Daniel Bradet devient maire de Saint-Urbain, en remplacement de Bertrand Gagné, élu en 1981 pour un mandat de quatre ans, mais qui démissionne le 18 août 1982. Bradet occupe le poste jusqu'au 3 décembre 1985, date de son élection à l'Assemblée nationale du Québec dans la circonscription de Charlevoix. Il est en premier choisi comme candidat du parti libéral face à la présidente de la Chambre de commerce de Charlevoix-Ouest Danièle Ménard et le clermontois Marc Tremblay, grâce à sa popularité en tant que pêcheur expérimenté aimé de la population locale et son projet de revitalisation de la rivière du Gouffre. Il succède alors à Raymond Mailloux, lui aussi libéral, qui vient de prendre sa retraite. Il bat le candidat péquiste Paul-Henri Jean. Du 16 avril 1986 au 25 septembre 1989, il est conseiller à l'Assemblée internationale des parlementaires de langue française.
Le 16 avril 1986, après l'achat du Manoir Richelieu par Raymond Malenfant, le nouveau député est mêlé dans un conflit qui éclate entre les employés du Manoir et Malenfant, qui refuse de reconnaître leur syndicat et préfère mieux engager des sous-traitants. Les manifestations s'intensifient en octobre, après que le gréviste Gaston Harvey soit étouffé par un agent de la Sûreté du Québec. Daniel Bradet est alors accusé d'être absent face aux événements, mais il y a peu à faire. Les crises s'estompent avec les mois qui suivent. Le 28 août 1987, il annonce la contribution de son gouvernement de 200 000 $ (CAD) au centre Monseigneur Savard à Saint-Joseph-de-la-Rive.
Il est réélu le 25 septembre 1989 en battant le péquiste Rosaire Bertrand,,. Son second mandat est tout aussi difficile, avec deux dossiers très controversés, le casino de Charlevoix et le projet d'un cégep en Charlevoix. Une grande mobilisation de protestation a lieu, avec des manifestations sur la colline parlementaire, ainsi qu'à La Malbaie et Baie-Saint-Paul. Dans le cas du cégep, pris entre deux positions, il se range du côté des libéraux, car Daniel Johnson, président du Conseil du trésor s'oppose à la construction d'un cégep à Charlevoix. Pierre Asselin, président la Commission scolaire de Charlevoix veut, quant à lui, la construction du cégep, et occupe le bureau de Bradet, disant qu'il ne sortira pas tant qu'il n'a pas de cégep. Daniel Bradet discute avec la ministre de l'Éducation Lucienne Robillard et finalement, le 5 mai 1993, Robillard annonce l'implémentation d'un campus affilié au Cégep de Jonquière pour l'automne 1994. Le 7 novembre 1993, le projet du casino de Charlevoix est enfin approuvé.
Il est battu par Rosaire Bertrand aux élections de 1994,,. Le projet du campus de Charlevoix est finalement implémenté après le départ de Bradet par le ministre péquiste Jean Garon.

### Après la vie politique
Daniel Bradet était membre des Chevaliers de Colomb et de la Jeune Chambre de Saint-Urbain. En 1984, il est récipiendaire du prix François de Beaulieu Gourdeau de la part du Fédération québécoise pour le saumon atlantique pour son implication dans le milieu de la pêche à Charlevoix,. Il était aussi bénévole pour plusieurs organismes de bienfaisance,. Bradet était aussi membre de l'Association des retraitées et retraités de l'éducation et des autres services publics du Québec (AREQ / CSQ).
De 1994 à 2004, date de sa retraite, il est enseignant au Centre Saint-Aubin de Baie-St-Paul,. En 2003, l'ancien député participe à l'élaboration de la Politique culturelle de Baie-Saint-Paul, section Arts de la scène. Il apparaît publiquement pour la dernière fois à l'automne 2008, peu avant les élections provinciales, pour appuyer le candidat libéral Jean-Luc Simard dans la circonscription de Charlevoix, qui est finalement battu par Pauline Marois.
Il meurt le 16 novembre 2010 au centre hospitalier de Charlevoix à Baie-Saint-Paul d'une longue maladie,,,. Il était âgé de 64 ans et cinq mois,,. Il est enterré au cimetière de Saint-Urbain le 20 novembre et la cérémonie funéraire a lieu à l'église Saint-Urbain de Saint-urbain,. Il résidait à Saint-Urbain.

## Résultats électoraux
|                                                                                               | Nom                     | Parti           | Nombre de voix | %      | Maj.  |
| --------------------------------------------------------------------------------------------- | ----------------------- | --------------- | -------------- | ------ | ----- |
|                                                                                               | Rosaire Bertrand        | Parti québécois | 12 091         | 52,6 % | 3 105 |
|                                                                                               | Daniel Bradet (sortant) | Libéral         | 8 986          | 39,1 % | -     |
|                                                                                               | Guy Fontaine            | Indépendant     | 1 915          | 8,3 %  | -     |
| Total                                                                                         | Total                   | Total           | 22 992         | 100 %  |       |
| Le taux de participation lors de l'élection était de 76,3 % et 370 bulletins ont été rejetés. |                         |                 |                |        |       |

|                                                                                               | Nom                     | Parti           | Nombre de voix | %      | Maj.  |
| --------------------------------------------------------------------------------------------- | ----------------------- | --------------- | -------------- | ------ | ----- |
|                                                                                               | Daniel Bradet (sortant) | Libéral         | 11 816         | 54,1 % | 1 804 |
|                                                                                               | Rosaire Bertrand        | Parti québécois | 10 012         | 45,9 % | -     |
| Total                                                                                         | Total                   | Total           | 21 828         | 100 %  |       |
| Le taux de participation lors de l'élection était de 73,8 % et 796 bulletins ont été rejetés. |                         |                 |                |        |       |

|                                                                                             | Nom              | Parti           | Nombre de voix | %      | Maj.  |
| ------------------------------------------------------------------------------------------- | ---------------- | --------------- | -------------- | ------ | ----- |
|                                                                                             | Daniel Bradet    | Libéral         | 14 847         | 61,1 % | 6 039 |
|                                                                                             | Paul-Henri Jean  | Parti québécois | 8 808          | 36,3 % | -     |
|                                                                                             | Robert Vigneault | NPD Québec      | 634            | 2,6 %  | -     |
| Total                                                                                       | Total            | Total           | 24 289         | 100 %  |       |
| Le taux de participation lors de l'élection était de 80 % et 274 bulletins ont été rejetés. |                  |                 |                |        |       |

| Inscrits                 | Inscrits                 | Inscrits                 | 1 284     |             |  |  |
| Abstentions              | Abstentions              | Abstentions              | 294       | 22,9 %      |  |  |
| Votants                  | Votants                  | Votants                  | 990       | 77,1 %      |  |  |
|                          |                          |                          |           |             |  |  |
| Bulletins enregistrés    | Bulletins enregistrés    | Bulletins enregistrés    | 990       |             |  |  |
| Bulletins blancs ou nuls | Bulletins blancs ou nuls | Bulletins blancs ou nuls | 19        | 1,92 %      |  |  |
| Suffrages exprimés       | Suffrages exprimés       | Suffrages exprimés       | 971       | 98,08 %     |  |  |
|                          |                          |                          |           |             |  |  |
|                          | Candidat                 | Parti                    | Suffrages | Pourcentage |  |  |
|                          | Daniel Bradet            | Sans étiquette           | 663       | 68,28 %     |  |  |
|                          | Monique C. Fortin        | Sans étiquette           | 308       | 31,72 %     |  |  |